# Djupträsket (Skellefteå socken, Västerbotten)
Djupträsket är en sjö i Skellefteå kommun i Västerbotten och ingår i Bureälvens huvudavrinningsområde. Sjön har en area på 0,31 kvadratkilometer och ligger 248,3 meter över havet.

## Delavrinningsområde
Djupträsket ingår i det delavrinningsområde (718499-170506) som SMHI kallar för Utloppet av Nedre Burträsket. Medelhöjden är 265 meter över havet och ytan är 13,12 kvadratkilometer. Det finns ett avrinningsområde uppströms, och räknas det in blir den ackumulerade arean 48,3 kvadratkilometer. Avrinningsområdets utflöde Bureälven mynnar i havet. Avrinningsområdet består mestadels av skog (65 procent) och sankmarker (25 procent). Avrinningsområdet har 0,59 kvadratkilometer vattenytor vilket ger det en sjöprocent på 4,5 procent.